# Markus Ragger
Markus Ragger (ur. 5 lutego 1988 w Klagenfurcie) – austriacki szachista, arcymistrz od 2008 roku.

## Kariera szachowa
Grę w szachy poznał w wieku dwóch lat, mając 6 lat został zapisany do swojego pierwszego klubu szachowego, natomiast pierwszy tytuł mistrza Austrii juniorów zdobył dwa lata później. Łącznie w swoim dorobku posiada 6 złotych medali indywidualnych mistrzostw juniorów. Od 1998 reprezentował Austrię na mistrzostwach świata i Europy juniorów w różnych kategoriach wiekowych, najlepszy wynik osiągając w 2002 w Heraklionie, gdzie w MŚ do lat 14 zajął IV miejsce. W 2004 zwyciężył w mistrzostwach Unii Europejskiej juniorów do lat 16, rozegranych w Mureck.
W 2005 został najmłodszym austriackim mistrzem międzynarodowym, natomiast w 2007 i 2008 wypełnił trzy normy na tytuł arcymistrza i w wieku 20 lat Międzynarodowa Federacja Szachowa nadała mu ten tytuł. W 2007 podzielił I m. (wspólnie z Dusko Pavasoviciem i Georgiem Dannerem) w otwartym turnieju w Velden oraz zadebiutował w narodowej reprezentacji na drużynowych mistrzostwach Europy w Heraklionie. Po raz drugi w zawodach z cyklu DME wystąpił w 2009 w Nowym Sadzie. W 2011 zajął VI m. podczas rozegranych w Aix-les-Bains mistrzostwach Europy.
Najwyższy ranking w dotychczasowej karierze osiągnął 1 lutego 2017, z wynikiem 2703 punktów zajmował wówczas 41. miejsce na światowej liście FIDE, jednocześnie zajmując 1. miejsce wśród austriackich szachistów.